# Reina Claudia Hand
Reina Claudia Hand sinónimo: General Hand es una variedad cultivar de ciruelo (Prunus domestica), de las denominadas ciruelas europeas,
una variedad de ciruela obtenida de plántula en el lugar de "General Hand", en el río "Conestoga", aproximadamente a una milla de Lancaster, Pensilvania 1790. Las frutas tienen un tamaño de medio a grande, color de piel amarillo, oscuramente rayado y moteado de verde, y pulpa de color amarillo dorado, textura jugosa, algo fibrosa, firme, y de sabor de sabor dulce, agradable y suave, muy bueno.

## Sinonimia
- "Hand plum",
- "Hand Gage",
- "Hand's Gage Plum",[2]
- "General Hand",
- "Montgomery ".[4]

## Historia
La historia de la variedad 'Hand' es bien conocida. El árbol original crecía en el lugar de "General Hand", en el río "Conestoga", aproximadamente a una milla de Lancaster, Pensilvania, y fructificó por primera vez alrededor de 1790. La variedad fue introducida a los fruticultores por E. W. Carpenter, un viverista de Lancaster, Pensilvania, quien envió injertos a su hermano, S. Carpenter de Lancaster (Ohio), y a Robert Sinclair de Baltimore (Maryland). A este último se le ha atribuido incorrectamente la introducción de la variedad 'Hand'. A juzgar por los caracteres del árbol, se la compara con la variedad 'Washington Gage'. En 1856, 'Hand' se incluyó en el catálogo de frutas de la "American Pomological Society".
Ha sido descrita por : 1. Horticulturist 2:436. 1847. 2. Ibid. 6:21 fig., 187, 294. 1851. 3. Am. Pom. Soc. Rpt. 190, 214. 1856. 4. Downing Fr. Trees Am. 382. 1857. 5. Hogg Fruit Man. 362. 1866. 6. Mas Pom. Gen. 2:19, fig. 10. 1873. 7. Ont. Fr. Exp. Sta. Rpt. 120. 1896. 8. Cornell Sta. Bul. 131:185. 1897. 9. Waugh Plum Cult. 108 fig. 1901. 10. Budd-Hansen Am. Hort. Man. 314, 315 fig, 1903. 11. Mass. Sta. An. Rpt. 17:159. 1905.

## Características
'Reina Claudia Hand' árbol de tamaño mediano, de vigor variable, extenso, de copa abierta, resistente, de una productividad media a alta. Las flores deben aclararse para que los frutos alcancen un calibre más grueso. Tiene un tiempo de floración que comienza a partir del 12 de abril con el 10% de floración, para el 16 de abril tiene una floración completa (80%), y para el 26 de abril tiene un 90% de caída de pétalos.
'Reina Claudia Hand' tiene una talla de fruto de tamaño medio a grande, de forma redondeado-truncado u achatado, mitades iguales, con la sutura poco profunda, distinta, y el ápice aplanado o deprimido; epidermis tiene piel gruesa, dura, ligeramente astringente, que se separa fácilmente, de color amarillo, oscuramente rayado y moteado de verde, cubierto con una fina pruina, con puntos lenticelares numerosos, blanquecinos, discretos, agrupados alrededor del ápice; Pedúnculo inusualmente largo, de calibre medio, muy pubescente, ubicado en una cavidad del pedúnculo profunda, ensanchada; pulpa de color amarillo dorado, textura jugosa, algo fibrosa, firme, y de sabor de sabor dulce, agradable y suave, muy bueno.
Hueso semi-libre o libre, la cavidad mayor que el hoyo, ampliamente ovalada, turgente, roma en la base y en el ápice, levemente rugosa, sutura ventral ancha, a veces alada, y la sutura dorsal amplia y profundamente acanalada.
Su tiempo de recogida de cosecha se inicia a mediados de agosto.

## Usos
La ciruela 'Hand' se comen crudas de fruta fresca en mesa, y en macedonias de frutas.

## Enfermedades y plagas
Plagas específicas:
Pulgones, Cochinilla parda, aves Camachuelos, Orugas, Araña roja de árboles frutales, Polillas minadoras de hojas, Pulgón enrollador de hojas de ciruelo.
Enfermedades específicas:
Hoja de plata, cancro bacteriano, marchitez de flores y frutos por podredumbre parda.